# Дальгрен, Дагмар
Дагмар Дальгрен (англ. Dagmar Dahlgren; 17 января 1880—20 октября 1951) — американская танцовщица, певица и актриса немого кино из Лос-Анджелеса. В период с 1920 по 1922 годы снялась во множестве фильмов.

## Биография
Дагмар Софи Дальгрен родилась в Окленде, штат Калифорния, в семье иммигрантов из Дании. Была ученицей танцовщицы Айседоры Дункан. В 1913 году вышла замуж за пожарного Окланда Ламберта Р. Хайнса, но брак закончился его смертью через пять лет после этого.
В апреле 1920 года Дальгрен вышла замуж за Нормана Селби, известного в боксе как Кид Маккой — для него это был восьмой брак. Они прожили вместе всего три дня. В 1924 году Маккою было предъявлено обвинение в убийстве Терезы Мора, богатой женщины, которая была найдена с портретом Маккоя в руках. Маккой, получивший драгоценности Терезы незадолго до её смерти, утверждал, что она покончила с собой. Дальгрен оспорила одно из алиби Маккоя во время судебного процесса в Лос-Анджелесе. Она отрицала, что виделась с бывшим мужем в течение предыдущих двух лет. Суд постановил, что это было непредумышленное убийство.
После этого Дагмар была жената ещё три раза. Впоследствии она вышла замуж за актёра Виктора Родмана (1892—1965), а потом за партнёра по водевилю Алека Киппера. В мае 1935 года вышла замуж за учителя танцев из Беркли Герберта С. Калверта, обвинив его позже в попытке задушить её подушкой в апреле того же года.
В последние годы жила в уединении в Окленде, где и скончалась в 1951 году.

## Фильмография
- The Man Haters (1922)
- Late Hours (1921)
- The Chink (1921)
- Stop Kidding (1921)
- A Straight Crook (1921)
- Hurry West (1921)
- Hobgoblins (1921)
- The Love Lesson (1921)
- Running Wild (1921)
- Prince Pistachio (1921)
- Oh, Promise Me (1921)
- Pinning It On (1921)
- The Burglars Bold (1921)
- Sleepy Head (1920)
- Greek Meets Greek (1920)
- Queens Up! (1920)
- Mamma’s Boy (1920)